# Kert Attila
Kert Attila (Pécs, 1970. október 29. –) magyar újságíró, hírszerkesztő, jelenleg a Euronews magyar irodájának vezetője.

## Életrajza
A pécsi Nagy Lajos Gimnáziumban érettségizett 1989-ben, majd tanulmányait 1989 és 1996 között a Janus Pannonius Tudományegyetem Állam- és Jogtudományi Karán folytatta. 1992-től 1997-ig a Magyar Rádió munkatársaként dolgozott, 1994-től a Magyar Televízió A Hét című műsorának készített riportokat. 1997 és 2002 között a TV2 Tények című hírműsorának szerkesztője, 1999-től 2002-ig főszerkesztője, 2002-től 2005-ig hírfőszerkesztője volt; 2005-ben a Mutató főszerkesztője lett.
2006-ban négy hónapig az ATV híradójának főszerkesztője volt, majd 2006 júniusában visszatért a Magyar Televízióhoz, ahol a Híradó hírigazgatója lett egészen 2009 januárjáig. Menesztése után tartalomfejlesztési menedzser és kommunikációs igazgató volt 2010-ig, amikor az MTV átszervezésekor elbocsájtották. 2011 októberétől 2013 januárjáig külsősként dolgozott az MTV-nek a DTK – D. Tóth Kriszta Show szerkesztőjeként.
2013 februárja óta a magyar Euronews vezetője, mely májusban indította el magyar nyelvű adását és novemberben nyitotta meg budapesti irodáját.
2023-ban Várady Ferenc-díjjal, Pécs város sajtódíjával tüntették ki.
Felesége Boros Krisztina.